# Renate Garisch-Culmberger
Renate Garisch-Culmberger po mężu Boy (ur. 24 stycznia 1939 w Pilawie w ówczesnych Prusach Wschodnich, zm. 5 stycznia 2023 w Börgerende-Rethwisch) – niemiecka lekkoatletka reprezentująca NRD, specjalistka pchnięcia kulą, wicemistrzyni olimpijska z 1964 z Tokio.
Wystąpiła we wspólnej reprezentacji Niemiec na igrzyskach olimpijskich w 1960 w Rzymie, gdzie zajęła 6. miejsce w finale pchnięcia kulą. Zdobyła srebrny medal w barwach NRD na mistrzostwach Europy w 1962 w Belgradzie, za Tamarą Press z ZSRR, a przed inną reprezentantką Związku Radzieckiego Galiną Zybiną.
Na igrzyskach olimpijskich w 1964 w Tokio również wywalczyła srebrny medal startując we wspólnej reprezentacji Niemiec, ponownie za Tamarą Press, a przed Zybiną. Na igrzyskach olimpijskich w 1968 w Meksyku zajęła w finale 5. miejsce, tym razem już w barwach NRD. Była piąta na mistrzostwach Europy w 1969 w Atenach.
Renate Garisch-Culmberger była mistrzynią NRD w pchnięciu kulą w latach 1961–1965 i 1967, wicemistrzynią w 1959 i 1960 oraz brązową medalistką w 1969. Była również halową mistrzynią NRD w pchnięciu kulą w 1964 i 1965 oraz wicemistrzynią w 1970.
Siedem razy poprawiała rekord NRD w pchnięciu kulą w latach 1961–1964, doprowadzając go do wyniku 17,61 m (20 października 1964 w Tokio). Jej rekord życiowy wynosił 17,87 m (1969).